# Lorenz Hauptmann
Lorenz Hauptmann (* 15. Januar 1802 in Grafensulz; † 25. Mai 1870 in Wien) war ein österreichischer Organist, Kirchenmusiker, Komponist und Musikpädagoge. Von der zeitgenössischen Musikkritik wurde er zu den führenden Kirchenmusikern in Wien gezählt.

## Leben und Werk
Bei Lorenz Hauptmann zeigte sich bereits früh eine besondere musikalische Begabung, vor allen Dingen im Bereich des Orgelspiels. Er wurde Lehrer in seinem Geburtsort und unterrichtete auch das Fach Musik. 1826 ging er nach Wien und wirkte zunächst als Organist am Theresianum, dann an der Paulanerkirche (Wien IV) und bis 1860 auch als Chorleiter in der Pfarrei St. Sebastian und Rochus (Wien III.).
Er studierte am Konservatorium der Gesellschaft der Musikfreunde bei Ignaz von Seyfried Komposition und bei Karl Gottfried Salzmann Generalbass. Im Anschluss komponierte er mehrere kirchenmusikalische Werke. Gedruckt wurden davon das Te Deum op. 3, das Ave Maria op. 20, eine Gesangsschule, Gesangsduette, eine Klaviersonate und Stücke für Violine. Als Manuskript sind drei Messen, zwei Graduale, sechs Offertorien, zwei Requien, Präludien und Fugen für Orgel überkommen.
1833 gründete er eine private Musikschule, in der er bis um 1860 über die Jahre zwischen 20 und 30 Schüler ausbildete. Von 1851 bis 1860 unterrichtete er am Akademischen Gesangsinstitut.